# Belém do Piauí
Belém do Piauí is een gemeente in de Braziliaanse deelstaat Piauí. De gemeente telt 2.912 inwoners (schatting 2009).
De gemeente grenst aan Padre Marcos, Jaicós, Simões, Massapê do Piauí, Vila Nova do Piauí en Campo Grande do Piauí.